# Primavera do Leste
Primavera do Leste est une municipalité brésilienne située dans l'État du Mato Grosso.